# Лени, Иван Афанасьевич
Иван Афанасьевич Лени  (13 октября 1922 года — ????) — звеньевой колхоза имени Ворошилова Прокопьевского района Кемеровской области. Герой Социалистического Труда (25.02.1949).

## Биография
Иван Афанасьевич Лени родился 13 октября 1922 года в селе Яловены Кишинёвского уезда Бессарабии в составе Румынии, ныне — город, центр Яловенского района Молдавии. Молдаванин.
До 1940 года Иван Лени окончил 7 классов и работал на строительстве шоссейной дороги. После образования Молдавской ССР завербовался работать на шахту № 12 в городе Бобрик Тульской области горнорабочим.
С началом Великой Отечественной войны и приближением фронта был эвакуирован в город Прокопьевск Новосибирской (с 1943 года — Кемеровской) области и с декабря 1941 года работал на шахте «Коксовая», которая в годы войны являлась основным поставщиком ценного угля коксующих марок для советских металлургических заводов.
В 1942 году И. А. Лени по состоянию здоровья перевели работать в колхоз имени Ворошилова Прокопьевского района, звеньевым полеводческой бригады по выращиванию зерновых. В виду отсутствия техники, отправленной для нужд Красной Армии, в военные годы пахали на лошадях, боронили быками, возили зерно от комбайнов на волах. По итогам работы в 1948 году его звено получило урожай пшеницы 30 центнеров с гектара на площади 20 гектаров. Убирали урожай с помощью комбайнов «Сталинец» и «Коммунар», их тягали тракторами ХТЗ, а потом гусеничными, каждый комбайн обслуживали 10 человек. На весь колхоз была одна полуторка, а другую собрали из металлолома.
Указом Президиума Верховного Совета СССР от 25 февраля 1949 году за получение высоких урожаев пшеницы, ржи и картофеля в 1948 году Лени Ивану Афанасьевичу присвоено звание Героя Социалистического Труда с вручением ордена Ленина и золотой медали «Серп и Молот».
Этим же указом высокого звания были удостоены его бригадир Ф. Ф. Пономарёв и председатель колхоза В. Я. Кириллов, а также другой передовой звеньевой И. И. Седых, с которым Иван Афанасьевич постоянно соревновался.
С 1953 года И.А. Лени работал шофёром в спецавтохозяйстве города Прокопьевска, но регулярно каждое лето выезжал на село помогать в уборке урожая.
Проживал в городе Прокопьевске Кемеровской области.
Дата смерти не установлена.

## Награды
- Золотая медаль «Серп и Молот»(25.02.1949)
- Орден Ленина(25.02.1949)
- Медаль «В ознаменование 100-летия со дня рождения Владимира Ильича Ленина» (6 апреля 1970)
- Медаль «За трудовое отличие»
- Медаль «Ветеран труда»
- медалями ВДНХ СССР:

## Память
- На могиле установлен надгробный памятник